# Rumina decollata
Rumina decollata is een slakkensoort uit de familie Achatinidae. De wetenschappelijke naam is gepubliceerd in 1758 door Linnaeus in de tiende editie van Systema naturae.